# Gran Premio Polverini Arredamenti
Le Gran Premio Polverini Arredamenti est une course cycliste italienne disputée au mois de juillet autour de Levane, en Toscane. 

## Palmarès
| Année     | Vainqueur              | Deuxième              | Troisième              |
| --------- | ---------------------- | --------------------- | ---------------------- |
| 2008      | Anatoliy Kashtan       | Davide Battistella    | Patrick Shaw           |
| 2009      | Anatoliy Kashtan       | Luca Dugani Flumian   | Manuel Fedele          |
| 2010      | Christian Delle Stelle | Massimo Graziato      | Maksym Averin          |
| 2011      | Massimo Graziato       | Alexander Serebryakov | Christian Delle Stelle |
| 2012      | Ignazio Moser          | Mario Sgrinzato       | Emanuele Capati        |
| 2013      | Thomas Fiumana         | Marco Gaggia          | Marco Corrà            |
| 2014      | Sebastian Stamegna     | Giovanni Petroni      | Leonardo Moggio        |
| 2015      | Andrea Cordioli        | Jai Hindley           | Simone Viero           |
| 2016      | Marco Bernardinetti    | Andrei Voicu          | Mattia Marcelli        |
| 2017      | Filippo Tagliani       | Thomas Calzaferri     | Gabriele Bonechi       |
| 2018      | Nicola Venchiarutti    | Francesco Zandri      | Riccardo Tosin         |
| 2019      | Alex Tolio             | Pasquale Abenante     | Federico Molini        |
| 2020-2022 | Pas organisé           |                       |                        |
| 2023      | Giovanni Zordan        | Simone Carrò          | Stefano Rizza          |
| 2024      | Simone Buda            | Francesco Della Lunga | Francesco Di Felice    |